# The Video Collection: 1997–2003
The Video Collection: 1997 – 2003 – płyta DVD, na której znajdują się wszystkie teledyski zespołu HIM począwszy od roku 1997 do roku 2003. Na płycie znajdują się również dodatki, m.in. wywiad z Ville Valo, Bamem Margerą i wokalistą zespołu Bloodhound Gang – Jimmym Popem. Jest tam również dział "The Fourth Wall", w którym znajdziemy relację z planu filmowego teledysku "Buried Alive By Love" i "The Sacrament". Wydawnictwo to przeznaczone było głównie na amerykański rynek. W 2005 wydano pierwsze w pełni oficjalne DVD HIM – Love Metal Archives vol. 1.

## Lista utworów
1. "Buried Alive By Love"
2. "The Funeral of Hearts"
3. "The Sacrament"
4. "Pretending"
5. "In Joy and Sorrow"
6. "Heartache Every Moment"
7. "Right Here in My Arms"
8. "Join Me in Death"
9. "Poison Girl"
10. "Gone With the Sin"
11. "Wicked Game"
12. "When Love and Death Embrace"
13. The making of "Buried Alive By Love"
14. The making of "The Sacrament"
15. Interrogation Footage (Interviews)